# Harald Hjalmarson
Harald Ossian Hjalmarson, (14 juli 1868 i Stockholm – 16 december 1919 i Uppsala) var en svensk officer, som blev oberstløjtnant i 1916 og generalmajor i 1918 (i den finske hær). Han var far til Jarl Hjalmarson.
Hjalmarson tog officerseksamen i 1889 og samme år blev han sekondløjtnant ved nørreskånske infanteriregiment. Han gik på kadetskole 1892 – 1894. Fra 1911 til 1915 var Hjalmarson general i det persiske gendarmeri. Disse styrker bestod af seks regimenter, to ved Teheran og fire som overvågede karavanevejene. Styrkerne blev ledet af 36 svenske officerer og bestod af i alt 900 mand.
Under sin udstationering blev Hjalmarson i 1913 forfremmet til major og i 1916 blev han oberstløjtnant i Värmlandsregementet og året efter i Upplandsregementet. I 1918 fik han sin afsked.
I 1918 blev Hjalmarson chef for den svenske brigade i den finske borgerkrig. I sine erindringer skriver han om indstillingen til at gå i krig:
| Citat                   | Det er i lyset af denne forglemmelse af vor mest ædle pligt og på baggrund af hjertets bydende nødvendighed for et folk, som ikke har glemt sin fortid, at man skal se nogle svenskeres frivillige deltagelse i Finlands frihedskamp. Det var et udtryk for en brændende harme mod det officielle Sveriges officielle ligegyldighed og endnu mere mod de mægtige hænder, som lagde hindringer i vejen for de, som virkelig ville hjælpe i en kamp, som burde have været alles kamp, men kun blev et fåtals. | Citat |
| Hjalmarson 1919, s. 348 | |       |

I 1919 genindtrådte han i svensk tjeneste som oberstløjtnant i Norrbottenregimentet og blev samme år overført til Vaxholms grenaderjægerregiment.